# Battalus spinipes
Battalus spinipes là một loài nhện trong họ Corinnidae. Loài này săn mồi ban đêm trong khi ban ngày thì ẩn mình dưới các tảng đá và lá cây. Cơ thể chúng có hình oval, hẹp và chỉa về phia sau.
Battalus spinipes được miêu tả năm 1878 bởi Karsch.